# Kim Yuna
Kim Yuna (hangul : 김연아) (Bucheon, 5. rujna 1990.) je južnokorejska klizačica u umjetničkom klizanju. 
Postala je olimpijska pobjednica 2010., a 2014. osvojila je srebrnu medalju u pojedinačnoj konkurenciji. Bila je svjetska prvakinja 2009., 2013., uz dva svjetska srebra i dvije bronce. Bila je prvakinja klizačkoga prvenstva četiri kontinenta 2009. (svi osim Europe). Tri puta pobijeđivala je na Grand Prix finalu 2006. – 2007., 2007. – 2008., 2009. – 2010.); svjetska juniorska prvakinja 2006. i šest puta (2003., 2004., 2005., 2006., 2013., 2014.) južnokorejska državna prvakinja.
Kim je prva južnokorejska klizačica koja je osvojila medalju na Olimpijskim igrama. Ona je prva klizačica u povijesti, koja je osvojila Olimpijske igre, Svjetsko prvenstvo, Prvenstvo četiri kontinenata i Grand Prix finale. Ona je jedna od najcjenjenijih sportaša i medijskih osoba u Južnoj Koreji. Kao rezultat njezinih brojnih postignuća, često se naziva i "kraljica Yuna" u raznim medijima diljem svijeta. 
Drži svjetski rekord po broju osvojenih bodova u natjecanjima umjetničkoga klizanja u slobodnom programu te ukupno slobodni i kratki program. Rušila je svjetski rekord 11 puta. Tijekom cijele svoje karijere, Kim nikada nije završila natjecanje izvan podija, što je podvig koji nitko do sada nije ostvario prije nje, čime je zacementirala svoj status jedne od najvećih klizačica svih vremena. 
Yuna je prešla na katoličku vjeru 2008., nakon što je ozdravila od teških ozljeda nastalih u razdoblju 2006. – 2007., kada ju je liječio pobožni katolički liječnik. Nosila je čudotvornu medaljicu na svom klizačkom odijelu na Svjetskom prvenstvu u umjetničkom klizanju 2007. Uzela je obraćeničko ime Stella po latinskom izrazu "Stella Maris", što znači "Zvijezda mora", drevni naslov Blažene Djevice Marije. Kim Yuna čini znak križa i nosi krunicu za vrijeme natjecanja.
Kim je darovala više od 1,7 milijuna dolara u dobrotvorne svrhe i djeluje humanitarno na mnogim područjima.
Nastupila je na Zlatnoj pirueti u Zagrebu 2013. i pobijedila, a također i na natjecanju Zlatni medvjed u Zagrebu 2003. Koreografije joj je jedno vrijeme radila Sandra Bezic, kanadska Hrvatica.